# Gai Opi (tribú 215 aC)
Gai Opi (en llatí: Gaius Oppius) va ser un magistrat romà del segle iii aC. Formava part de la gens Òpia, una gens romana d'origen plebeu.
Va ser elegit tribú de la plebs l'any 215 aC durant la Segona Guerra Púnica, i va proposar i fer aprovar una llei, la Lex Oppia, que limitava el luxe i les despeses de les dones romanes. La llei establia que cap dona podria tenir més de la meitat d'una unça d'or, no podria portar vestits de colors diferents, no podria anar en carruatge per la ciutat o a altres ciutats, ni a una milla romana a l'entorn excepte per fer sacrificis públics. Aquesta llei va ser derogada l'any 195 aC tot i la forta oposició de Cató el Vell.